# Дејан Кравић
Дејан Кравић (Мостар, 9. септембар 1990) српски је кошаркаш. Игра на позицији центра.

## Каријера
Рођен је у Мостару, али је убрзо због рата избегао у Канаду у Онтарио. Колеџ каријеру је започео на Универзитету Јорк, где је на првој сезони просечно постизао 15,6 поена и имао 9,6 скокова. Међутим од 2012. године прелази на Универзитет Тексас, где је у последњој сезони бележио 7,3 поена, 4,6 скокова и 1,3 блокада за просечно 21 минут по утакмици.

### Професионална каријера
Професионалну каријеру је започео 2014. у грчком Ретимну. Лета 2015. године одлази у Холандију у тим Ден Боса, одакле се након једне сезоне враћа у Ретимно. Сезону 2017/18. је почео у Бриселу али је након неколико утакмица напустио клуб. У новембру 2017. се прикључио грчком Паниониосу у чијем дресу је провео остатак сезоне.
У сезони 2018/19. наступао је за Виртус из Болоње. Са италијанским клубом је освојио ФИБА Лигу шампиона у којој је просечно бележио 7,8 поена и 4,5 скокова по мечу. У јулу 2019. потписао је за шпански Обрадоиро. У екипи Обрадиора је током сезоне 2019/20. у АЦБ лиги просечно бележио 13,2 поена, 6,4 скока, једну асистенцију и једну блокаду по утакмици. Укупан просечан индекс био му је 15,9. У јулу 2020. потписао је за Сан Пабло Бургос. Са екипом Бургоса је освојио још два трофеја Лиге шампиона (2020, 2021) па је тако постао први играч који је ово такмичење освојио три пута узастопно. Поред овога има освојен и Интерконтинентални куп 2021. године. У екипи Бургоса је био до 28. јануара 2022. када је прешао у Уникаху до краја сезоне.
У сезону 2022/23. наступао је за италијански Пезаро. Након тога се вратио у Шпанију и играо прво за Сарагосу а затим је потписао за Естудијантес.

### Репрезентација
С обзиром да је рођен у Мостару, а живео у Канади, имао је прилику да игра и за репрезентацију Босне и Херцеговине и Канаде. Ипак, пред Светско првенство 2014. године у Шпанији, селектор Ђорђевић га позива на шири списак репрезентације Србије. Након одрађених припрема није се нашао међу 12 играча који су ишли на Светско првенство.
У фебруару 2020. године селектор Игор Кокошков га је уврстио на списак играча за утакмице против Финске и Грузије у квалификацијама за Европско првенство 2021. Кравић је дебитовао за сениорску репрезентацију 20. фебруара 2020. у победи над Финском (58:80).

## Остало
Његов рођак је Коста Перовић, такође познати српски кошаркаш и некадашњи репрезентативац.

## Успеси

### Клупски
- Виртус Болоња:
  - ФИБА Лига шампиона (1): 2018/19.

- Сан Пабло Бургос:
  - ФИБА Лига шампиона (2): 2019/20, 2020/21.
  - Интерконтинентални куп (1): 2021.